# 斯塔爾特山
62°35′48″S 61°10′33.9″W / 62.59667°S 61.176083°W

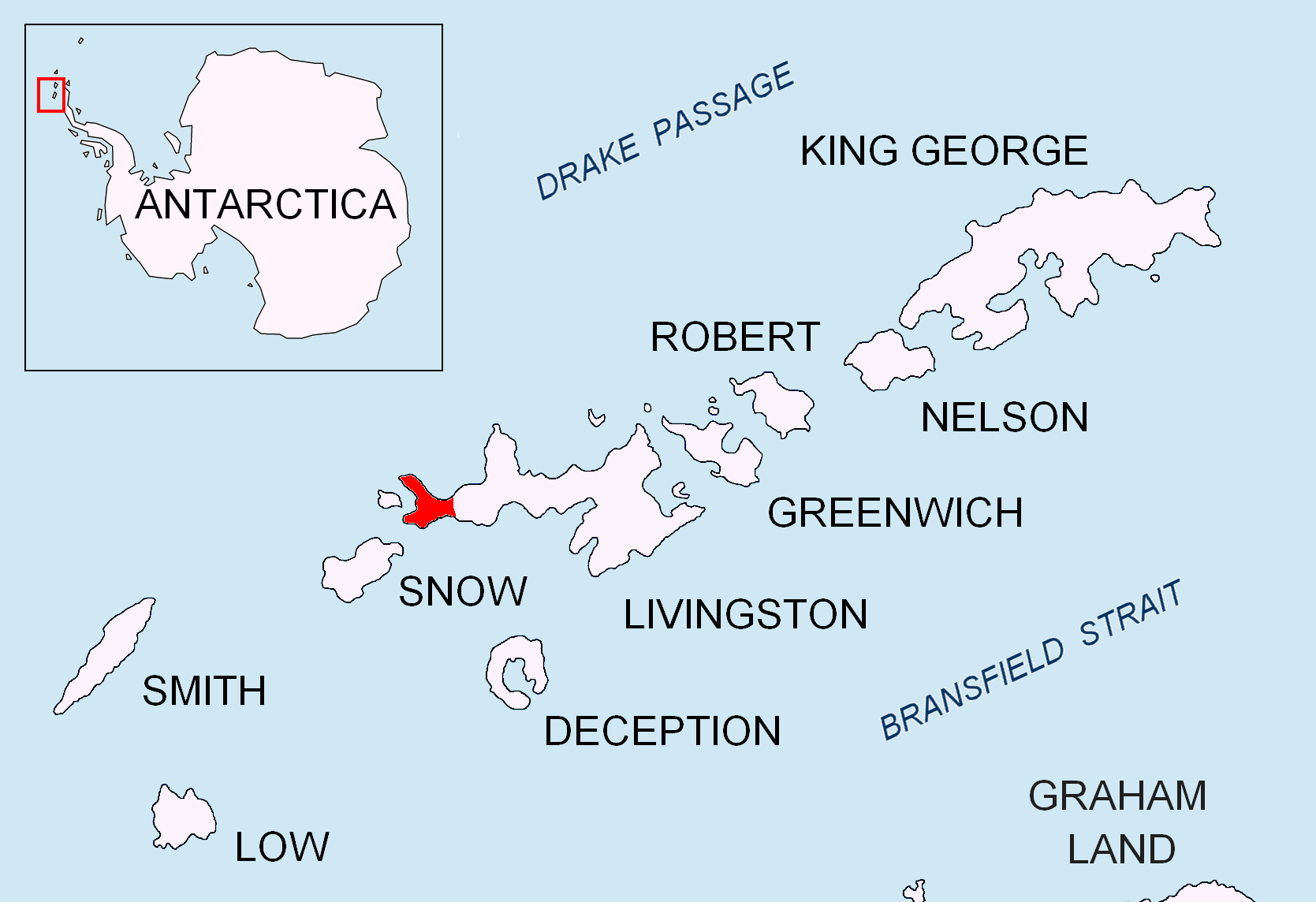

斯塔爾特山是南極洲的山峰，位於南設得蘭群島中利文斯頓島的拜爾斯半島，海拔高度265米，處於巴滕堡山以西1.85公里、杜洛山東北面1.23公里和德朗山以南1.8公里。

## 外部連結
- SCAR Composite Antarctic Gazetteer（页面存档备份，存于）.